# Obuchowo (Rosja)
Obuchowo (ros. Обухово) – osiedle typu miejskiego w Rosji, w obwodzie moskiewskim, 26 km na wschód od Moskwy. W 2020 liczyło 10 187 mieszkańców.